# ایئشیما، هیوگو
ایئشیما، هیوگو (به لاتین: Ieshima) یک منطقهٔ مسکونی در ژاپن است. ایئشیما ۷٬۹۱۵ نفر جمعیت دارد.

## نگارخانه

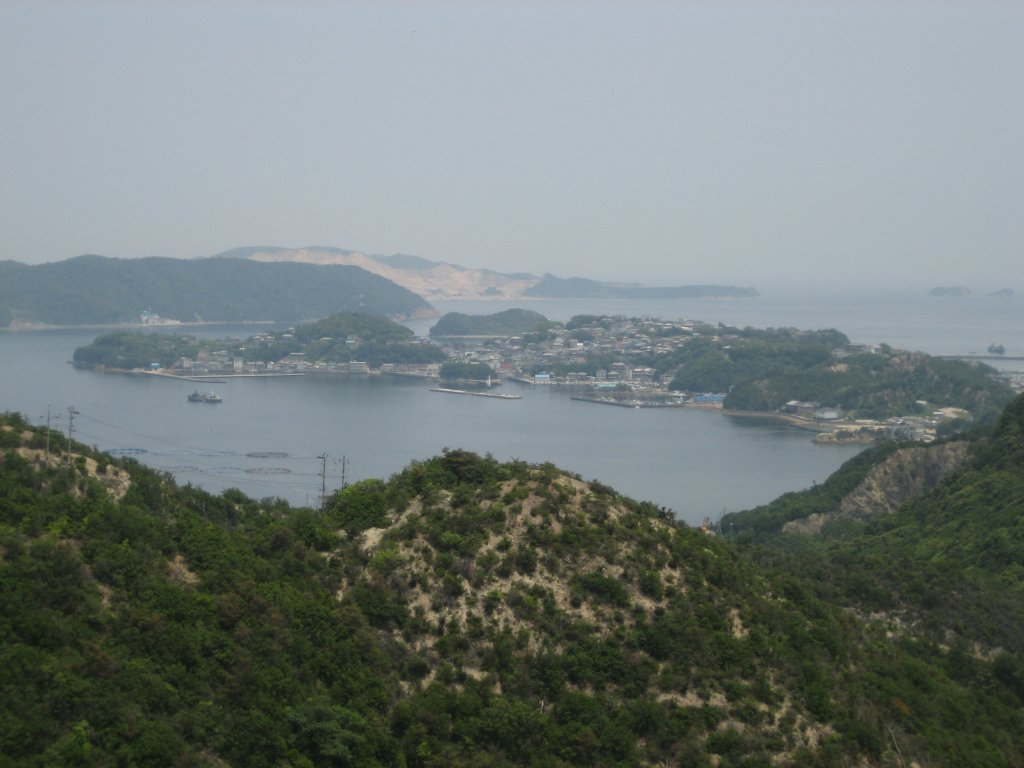
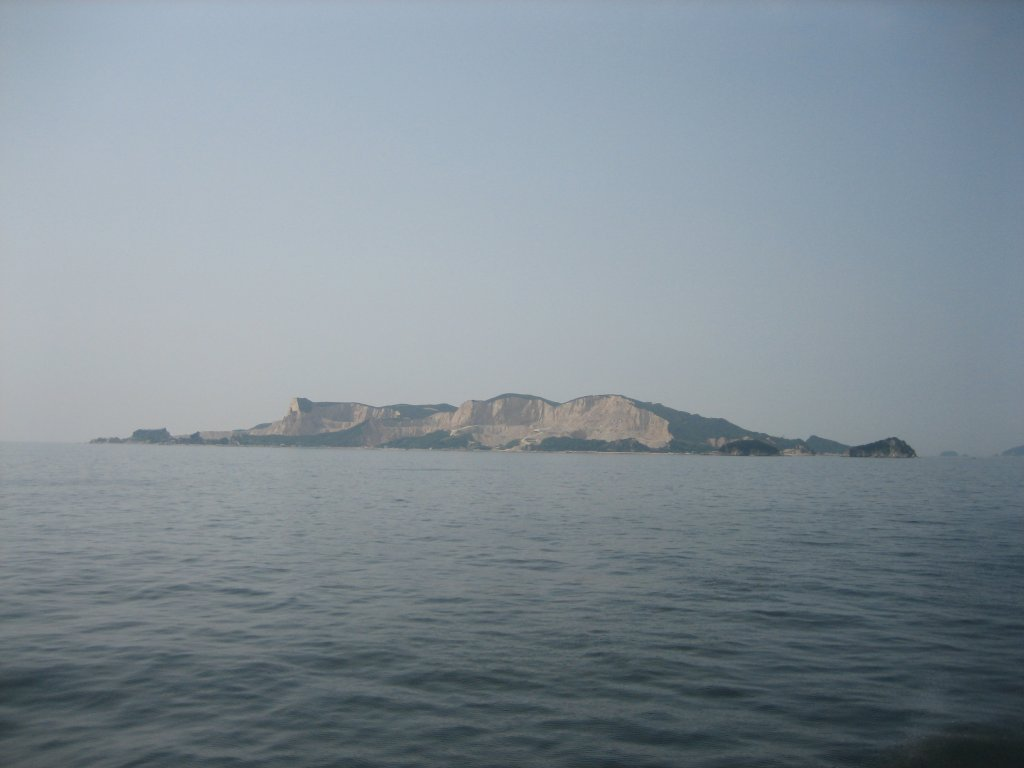
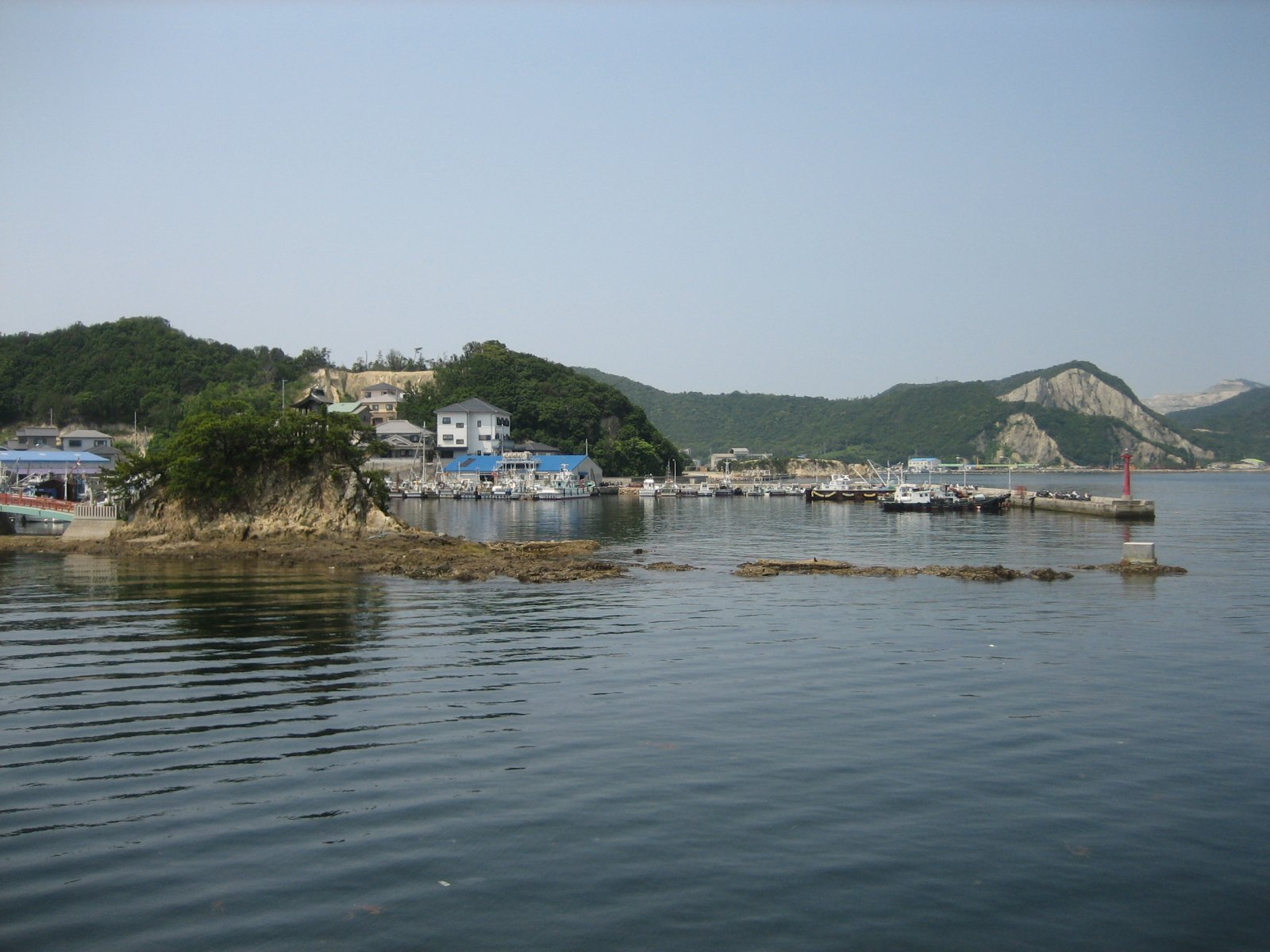